# Каштаньейра-ди-Пера (район)
Каштанье́йра-ди-Пе́ра (порт. Castanheira de Pera) — район (фрегезия) в Португалии, входит в округ Лейрия. Является составной частью муниципалитета Каштаньейра-ди-Пера. По старому административному делению входил в провинцию Бейра-Литорал. Входит в экономико-статистический субрегион Пиньял-Интериор-Норте, который входит в Центральный регион. Население составляет 3579 человек на 2001 год. Занимает площадь 50,05 км².